# Dipartimento di Diourbel
Il dipartimento di Diourbel (fr. Département de Diourbel) è un dipartimento del Senegal, appartenente alla regione di Diourbel. Il capoluogo è la città di Diourbel.
Il dipartimento si estende su una zona pianeggiante nella parte centrale della regione di Diourbel.
Il dipartimento di Diourbel comprende un comune (Diourbel, il capoluogo) e due arrondissement (Ndindy e Ndoulo), a loro volta suddivisi in 5 comunità rurali.